# Barāvand-e Soflá
Barāvand-e Soflá (persiska: براوند سفلی, Barevand-e Soflá) är en ort i Iran.   Den ligger i provinsen Kermanshah, i den västra delen av landet, 500 km väster om huvudstaden Teheran. Barāvand-e Soflá ligger 1 583 meter över havet och antalet invånare är 362.
Terrängen runt Barāvand-e Soflá är kuperad.Runt Barāvand-e Soflá är det ganska tätbefolkat, med 60 invånare per kvadratkilometer. Närmaste större samhälle är Dūshmīān, 7,7 km norr om Barāvand-e Soflá. Omgivningarna runt Barāvand-e Soflá är i huvudsak ett öppet busklandskap.